# Lijst van plaatsen op Öland
Deze lijst van plaatsen op Öland geeft een overzicht van plaatsen op het Zweedse eiland Öland.

## A
| - Åkerby-Lopperstad - Alböke - Albrunna - Alby | - Äleklinta - Algutsrum - Alvlösa - Arbelunda | - Arontorp - Ås - Askelunda - Åstad |

## B
| - Bägby (Borgholm) - Bårby (Mörbylånga) - Binnerbäck - Björkviken - Bläsinge (Borgholm) | - Bläsinge (Mörbylånga) - Böda - Borgehage - Borgholm - Bredinge | - Bredsättra - Bröttorp - Byrum - Byxelkrok |

## D
| - Dalby - Degerhamn | - Djupvik - Djurstad | - Dödevi - Dörby |

## E
| - Egby - Eketorp | - Enerum | - Eriksöre |

## F
| - Fagerum - Färjestaden | - Föra - Frösslunda | - Furuhäll-Blårör-Solbergamarken |

## G
| - Gårdby - Gärdslösa - Gårdstorp - Gettlinge - Gillberga | - Glömminge - Grankulla - Grankullavik - Gräsgård | - Greby - Greda - Grönhögen - Gunnarslund |

## H
| - Hagby - Hagby-Bläsinge - Hagelstad - Hallnäs - Halltorp | - Hammarby - Hässelby - Hässleby - Högenäs | - Högsrum - Hörlösa - Horn - Hulterstad |

## I
| - Ingelstad | - Isgärde | - Istad |

## K
| - Källa - Kalleguta - Källingemöre - Kårehamn | - Karlevi - Kastlösa - Kleva - Kolstad | - Köpingsvik - Kråketorp - Kvarnstad |

## L
| - Långlöt - Långöre - Lenstad - Lerkaka | - Lilla Horn - Lindby (Borgholm) - Lindby (Mörbylånga) | - Lofta - Löt - Löttorp |

## M
| - Marsjö - Mellböda och del av Böda - Mellby | - Melösa - Mörby - Mörbylånga | - Mörbylilla - Mysinge |

## N
| - Nabbelund - Näsby | - Norra Kvinneby - Norra Möckleby | - Norra Näsby |

## O
| - Öjkroken - Ölands Bäck | - Össby | - Ottenby |

## P
- Persnäs

## R
| - Rälla - Rälla tall - Ramsättra - Räpplinge | - Resmo - Risinge - Rösslösa | - Runsbäck - Runsten-Bjärby - Ryd |

## S
| - Sägerstad - Sandby - Sandvik - Sättra - Seby - Skärlöv - Skogsby | - Smedby - Södra Möckleby - Södvik - Solberga - Sörby - Spjutterum | - Stacketorp - Stenåsa - Stenninge - Stora Frö - Stora Rör - Störlinge |

## T
| - Tjusby | - Torngård | - Triberga |

## U
- Uggletorp

## V
| - Vannborga - Västerstad - Vedborm | - Vedby (Öland-M) - Vedby (Öland-N) | - Ventlinge - Vickleby |